# Atlantogenata
Los atlantogenados (Atlantogenata) son un magnorden de mamíferos que contiene al superorden o cohorte Xenarthra y Afrotheria. Este clado se originó en África y Sudamérica presumiblemente durante el Cretácico. 
Existe evidencias genéticas que relaciona a los superódenes Xenarthra y Afrotheria, pero morfológicamente la mayoría de los afroterios son, al parecer, ungulados. No obstante los estudios filogenéticos apuntan a que los atlantogenados si forman un grupo monofilético.
Anteriormente incluía a los meridiungulados teniendo rango de superorden, pero los estudios filogenéticos y fósiles los han situado dentro de Laurasiatheria.

## Cladograma
|  | Xenarthra  |
|  |            |
|  | Afrotheria |
|  |            |

|  | Laurasiatheria   |
|  |                  |
|  | Euarchontoglires |
|  |                  |

|  | Xenarthra  |
|  |            |
|  | Afrotheria |
|  |            |

|  | Laurasiatheria   |
|  |                  |
|  | Euarchontoglires |
|  |                  |

## Clasificación
- Superorden Xenarthra
  - Orden Pilosa
  - Orden Cingulata
- Superorden Afrotheria
  - Granorden Afroinsectiphilia
    - Orden Tubulidentata
    - Orden Ptolemaiida †
    - Orden Bibymalagasia †
    - Clado Afroinsectivora
      - Orden Afrosoricida
      - Orden Macroscelidea

  - Granorden Paenungulata
    - Orden Hyracoidea
    - Clado Tethytheria
      - Orden Proboscidea
      - Orden Sirenia
      - Orden Embrithopoda †
      - Orden Desmostylia †